# Hollola
Hollola è un comune finlandese di 22943 abitanti, situato nella regione del Päijät-Häme.